# آس‌بادهای میغان
آسبادهای میغانیا آسیاب بادی میغان مربوط به دوره قاجار است و در شهرستان نهبندان، بخش مرکزی، روستای میغان واقع شده و این اثر در تاریخ ۷ مرداد ۱۳۸۲ با شمارهٔ ثبت ۹۳۱۲ به‌عنوان یکی از آثار ملی ایران به ثبت رسیده است.